# Ajdir
Ajdir är en stad i Marocko nära Al Hoceïma i regionen Tanger-Tétouan-Al Hoceïma. Den var huvudstad i Rifrepubliken mellan 1922 och 1926.